# Ronde van Spanje 2007/Derde etappe
De derde etappe van de Ronde van Spanje 2007 vond plaats op 3 september 2007 en liep van Viveiro naar Luarca. De rit door de regio's Galicië en Asturië was 153 kilometer lang en telde twee tussensprints en vier beklimmingen: een van de tweede categorie en drie van de derde.

## Verslag
De etappe begon direct met de beklimming van een berg van de tweede categorie, de San André de Boimente. Ángel Vallejo ging er na drie kilometer vandoor, gevolgd door David de la Fuente en Serafín Martínez, de leider in het bergklassement. De laatste kwam als eerste over de top, het peloton aangevoerd door de renners van Rabobank volgde op 1'37".
De kopgroep mocht haar gang gaan, hoewel de voorsprong niet meer werd dan ruim drie minuten. Vlak na de beklimming van de Alto de Bobia, op 30 kilometer van de aankomst, werden de vluchters teruggepakt. Ondertussen voerde de Baskische ploeg Euskaltel-Euskadi het peloton aan. Door de wind brak dat in verschillende stukken. Onder andere de sprinters Tom Boonen en Alessandro Petacchi waren achterop geraakt, net als klassementsrenner Haimar Zubeldia, die bij een valpartij een blessure aan zijn sleutelbeen had opgelopen.
In de laatste tien kilometer zetten de renners van Quick·Step zich op kop. De aankomst op een licht stijgend parkoers was een goede kans voor Paolo Bettini, de Italiaanse sprinter van de Belgische ploeg. Deze stelde niet teleur; hij won de sprint voor klassementsleider Óscar Freire en Allan Davis.

### Tussensprints
- Eerste tussensprint in Trabada, na 54 km: David de la Fuente
- Tweede tussensprint in Anleo, na 112 km: Ángel Vallejo

### Beklimmingen
- Alto de San André de Boimente (2e), na 9 km: Serafín Martínez
- Puerto Cruz da Campa (3e), na 33 km: Serafín Martínez
- Alto de Cadeira (3e), na 49 km: Ángel Vallejo
- Alto de Babia (3e), na 120 km: Ángel Vallejo

### Opgaves
- Mathieu Claude van Bouygues Télécom staakte na 127 kilometer in de etappe de strijd. Hij was in de afdaling van de Alo de Bobia ten val gekomen.

## Uitslag
| rang | renner            | land      | ploeg                 | tijd      |
| ---- | ----------------- | --------- | --------------------- | --------- |
| 1    | Paolo Bettini     | Italië    | Quick·Step-Innergetic | 4u 08'42" |
| 2    | Óscar Freire      | Spanje    | Rabobank              | z.t.      |
| 3    | Allan Davis       | Australië | Discovery Channel     | z.t.      |
| 4    | Davide Rebellin   | Italië    | Team Gerolsteiner     | z.t.      |
| 5    | Philippe Gilbert  | België    | La Française des Jeux | z.t.      |
| 6    | René Mandri       | Estland   | Ag2r Prévoyance       | z.t.      |
| 7    | Xavier Florencio  | Spanje    | Bouygues Télécom      | z.t.      |
| 8    | Cadel Evans       | Australië | Predictor-Lotto       | z.t.      |
| 9    | Franco Pellizotti | Italië    | Liquigas              | z.t.      |
| 10   | Daniel Moreno     | Spanje    | Relax-GAM             | z.t.      |

## Klassementen

### Algemeen klassement
| rang | renner               | land      | ploeg            | tijd       |
| ---- | -------------------- | --------- | ---------------- | ---------- |
| 1    | Óscar Freire         | Spanje    | Rabobank         | 11u 22'54" |
| 2    | Leonardo Duque       | Colombia  | Cofidis          | z.t.       |
| 3    | Erik Zabel           | Duitsland | Team Milram      | z.t.       |
| 4    | René Mandri          | Estland   | Ag2r Prévoyance  | z.t.       |
| 5    | David López García   | Spanje    | Caisse d'Epargne | z.t.       |
| 6    | Cadel Evans          | Australië | Predictor-Lotto  | z.t.       |
| 7    | Manuel Beltrán       | Spanje    | Liquigas         | z.t.       |
| 8    | Xavier Florencio     | Spanje    | Bouygues Télécom | z.t.       |
| 9    | Ezequiel Mosquera    | Spanje    | Karpin-Galicia   | z.t.       |
| 10   | José Gómez Marchante | Spanje    | Saunier Duval    | z.t.       |

### Puntenklassement
| rang | renner        | land      | ploeg                 | punten |
| ---- | ------------- | --------- | --------------------- | ------ |
| 1    | Óscar Freire  | Spanje    | Rabobank              | 65     |
| 2    | Paolo Bettini | Italië    | Quick·Step-Innergetic | 45     |
| 3    | Allan Davis   | Australië | Discovery Channel     | 30     |

### Bergklassement
| rang | renner             | land   | ploeg          | punten |
| ---- | ------------------ | ------ | -------------- | ------ |
| 1    | Serafín Martínez   | Spanje | Karpin-Galicia | 35     |
| 2    | Ángel Vallejo      | Spanje | Relax-GAM      | 21     |
| 3    | David de la Fuente | Spanje | Saunier Duval  | 15     |

### Combinatieklassement
| rang | renner             | land   | ploeg          | punten |
| ---- | ------------------ | ------ | -------------- | ------ |
| 1    | David de la Fuente | Spanje | Saunier Duval  | 70     |
| 2    | Gustavo Domínguez  | Spanje | Karpin-Galicia | 139    |
| 3    | Ángel Vallejo      | Spanje | Relax-GAM      | 141    |

### Ploegenklassement
| rang | ploeg                 | land   | tijd       |
| ---- | --------------------- | ------ | ---------- |
| 1    | Caisse d'Epargne      | Spanje | 34u 08'42" |
| 2    | Quick·Step-Innergetic | België | z.t.       |
| 3    | Predictor-Lotto       | België | z.t.       |

1e etappe ·
2e etappe ·
3e etappe ·
4e etappe ·
5e etappe ·
6e etappe ·
7e etappe ·
8e etappe ·
9e etappe ·
10e etappe ·
11e etappe ·
12e etappe ·
13e etappe ·
14e etappe ·
15e etappe ·
16e etappe ·
17e etappe ·
18e etappe ·
19e etappe ·
20e etappe ·
21e etappe

Startlijst · Eindstanden · Afbeeldingen